# توت
توت (نام علمی: Morus)، یک سرده از تیره انجیران است که شامل ده تا شانزده گونه می‌باشد.
شاه‌توت یکی از انواع این درخت است. توت سیاه با وجود اینکه کاملاً شبیه شاه‌توت است، برخلاف آن میوه‌اش شیرین است. توت سفید در چین مرکزی و شرقی به صورت بومی وجود دارد. این درخت قرن‌ها پیش به اروپا برده شد، در آمریکا به عنوان منبع غذایی برای کرم ابریشم در اوائل دوران استقلال این کشور مورد استفاده قرار گرفت. البته نوعی از توت که به آن «توت قرمز» گفته می‌شود در آمریکا به صورت بومی وجود داشته که از ایالت ماساچوست تا ایالت کانزاس دیده می‌شود.
توت سیاه نیز که در آسیای غربی وجود داشته قبل از دوران رومی‌ها به اروپا برده شده‌است.
یک درخت قدیمی یا تاریخی در اکثر کشورهای جهان که معمولاً در هر کشوری دارای قدمت بیش از دویست، سیصد سال است. دارای پوست زرد نارنجی بوده که از ویژگی‌های جالب آن در زمستان است (بیشتر در مورد درختان نهال و جوان). درختی است مقاوم و کم نیاز که در اکثر مناطق و آب‌وهوا جهان رشد می‌نماید و حتی می‌تواند به ارتفاع ۲۵ متر نیز برسد. بعضی از درختان توت فقط گل‌های نر تولید نموده و بنابراین میوه نمی‌آورند. این نوع درختان به عنوان یک درخت زینتی سایه‌دار بسیار مناسب هستند. در بعضی مناطق نام این درخت را توتین می‌نامند.

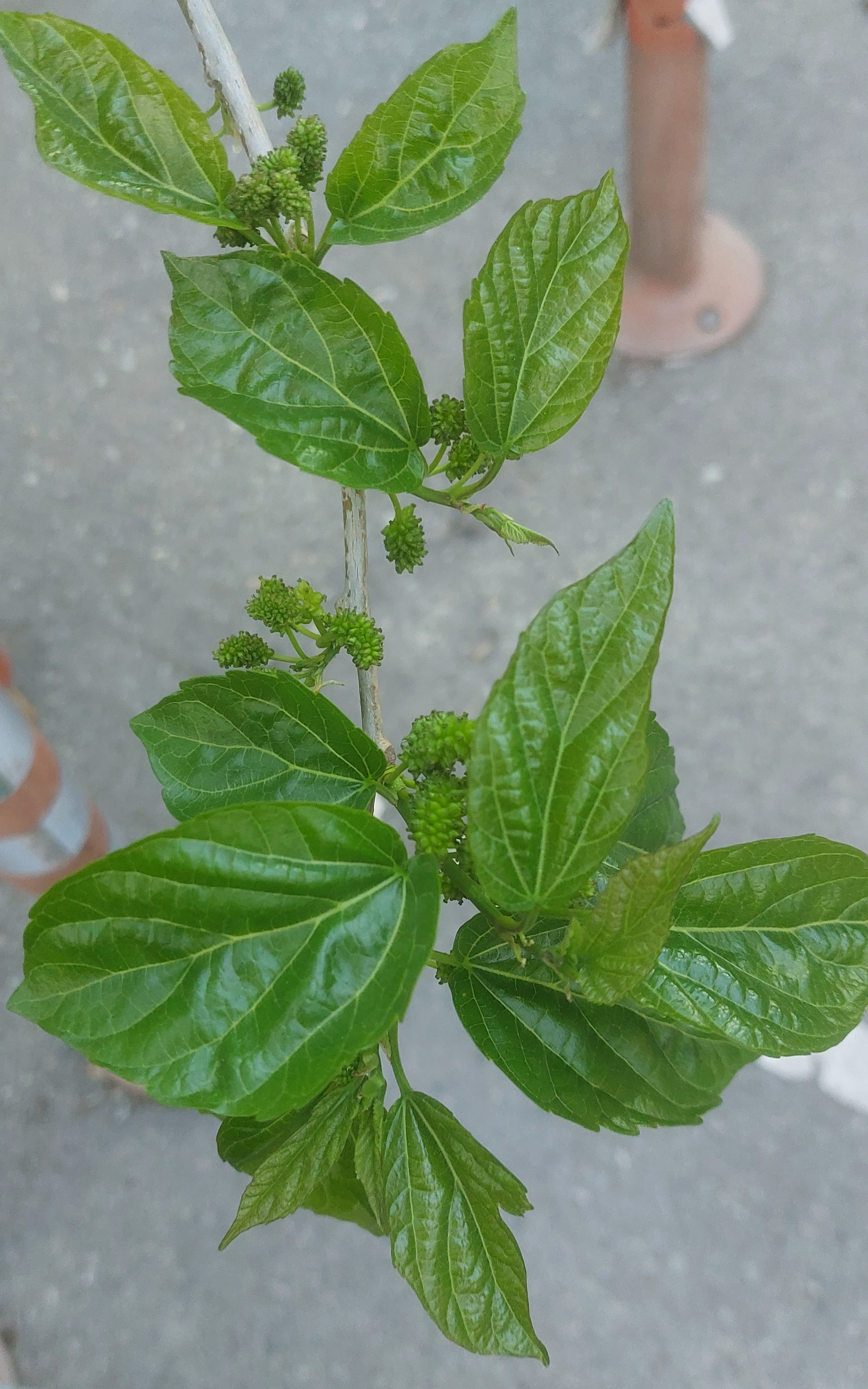
شاخه توت سفید دارای میوه کال

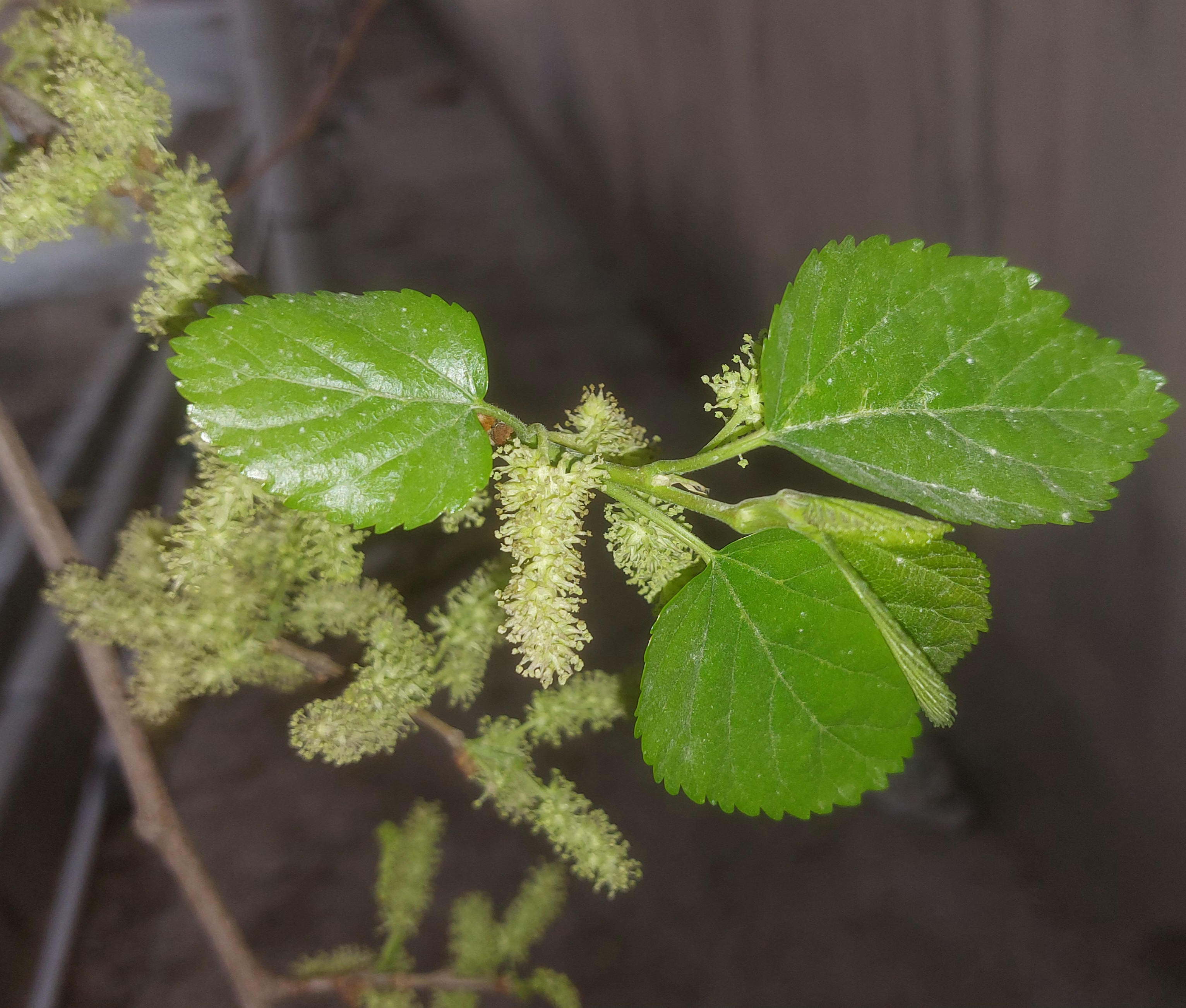
گل های توت سفید

## ارزش غذایی
در ۱۰۰ گرم توت خام، ۱۸۰ کیلوژول (۴۳ کیلوکالری)، ۴۴ درصد از مقدار ویتامین ث و ۱۴ درصد از آهن مورد نیاز روزانه موجود است. سایر مواد مغذی توت کم است.

## گونه‌ها
- توت چینی Morus australis
- توت ژاپنی Morus japonica
- توت سفید Morus alba
- توت قرمز Morus rubra
- توت مغولی Morus mongolica
- شاه‌توت Morus nigra
- توت سیاه هندی Morus indica
- توت هندی Morus citrifolia
- Morus boninensis
- Morus cathayana
- Morus celtidifolia
- Morus insignis
- Morus koordersiana
- Morus liboensis
- Morus macroura
- Morus mallotifolia
- Morus mesozygia
- Morus microphylla
- Morus notabilis
- Morus rotundiloba
- Morus serrata
- Morus trilobata
- Morus wittiorum

## نگارخانه

توت خراسان
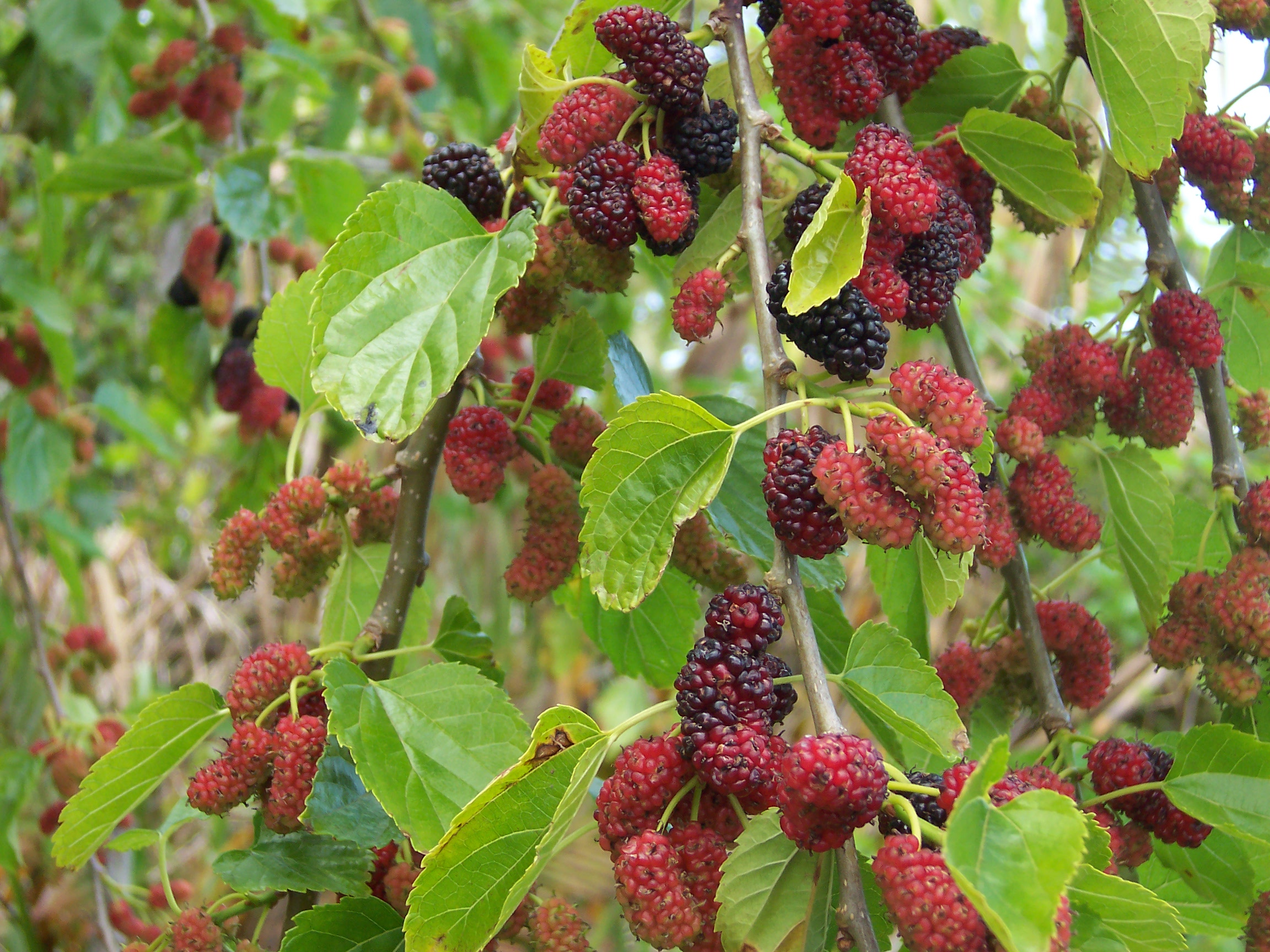
میوه و برگ درخت توت
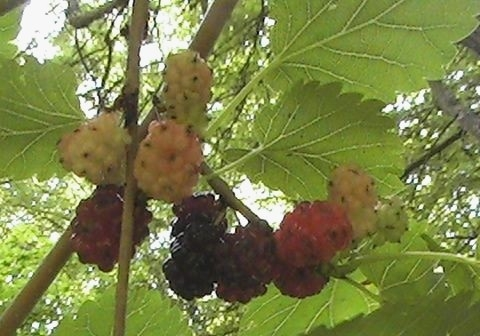
توت در ایالات متحده
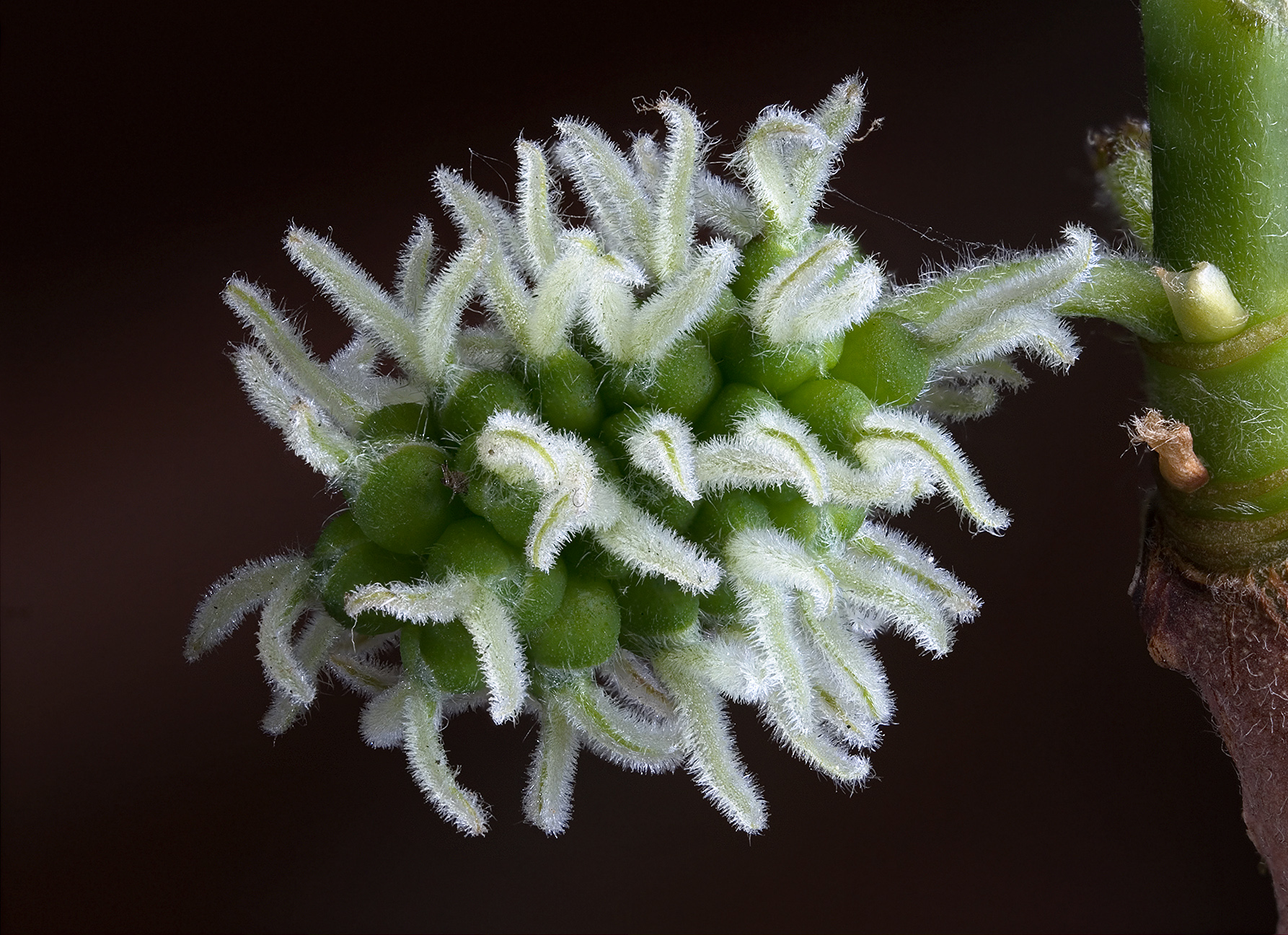
گلهای توت
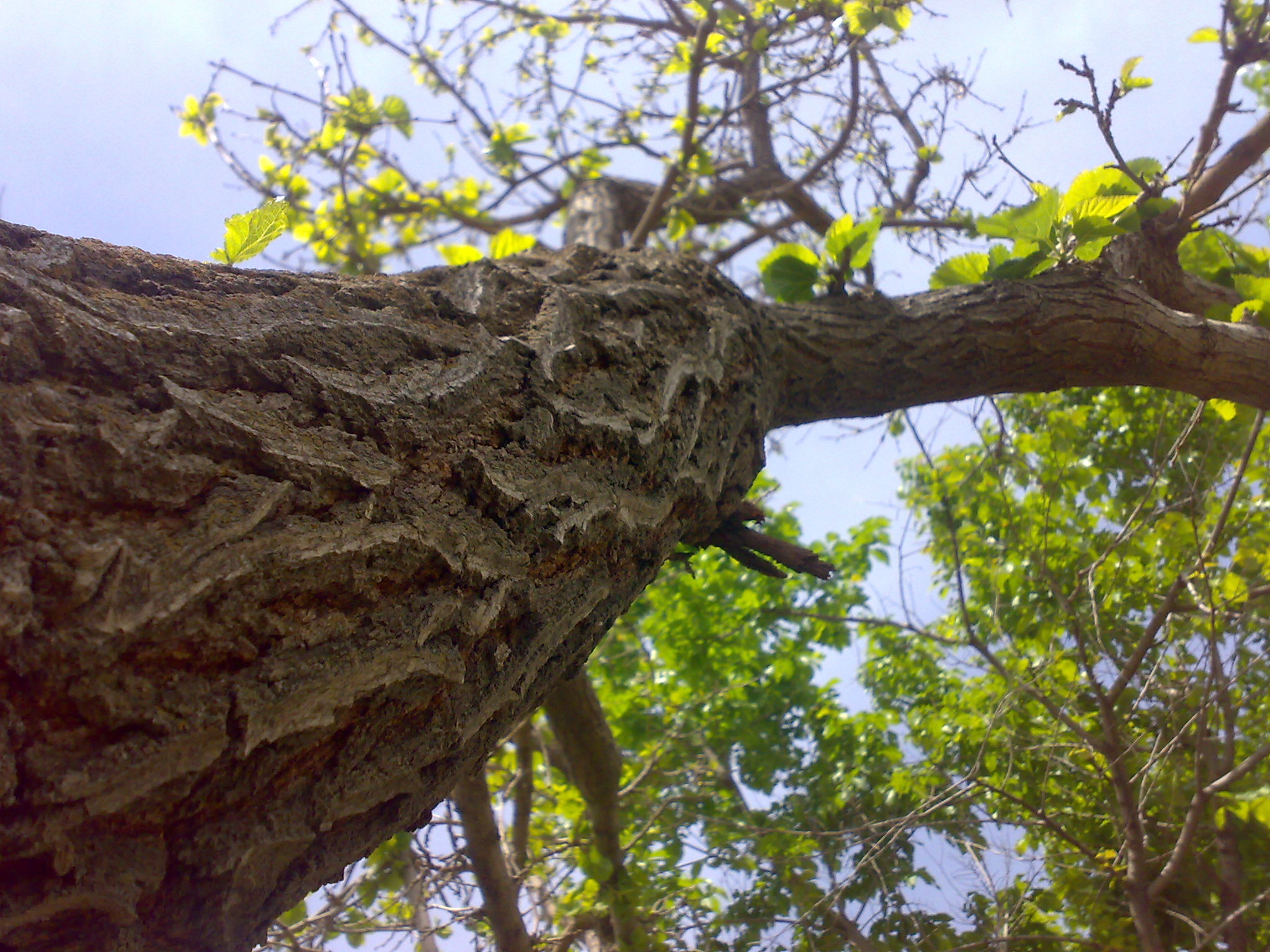
درخت توت
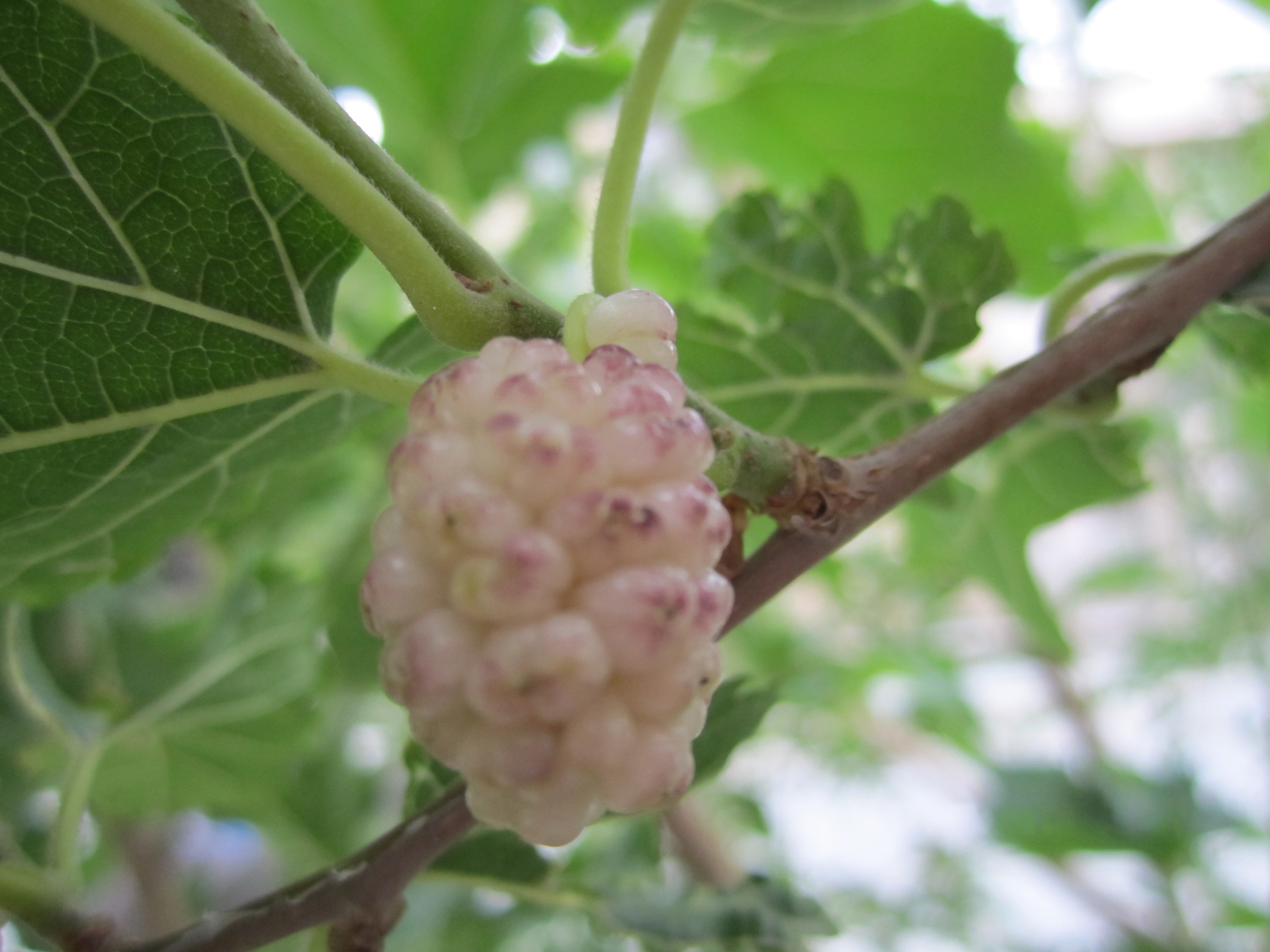
توت سفید که در اثر مجاورت با سرما رنگ آن کمی قرمز شده‌است.
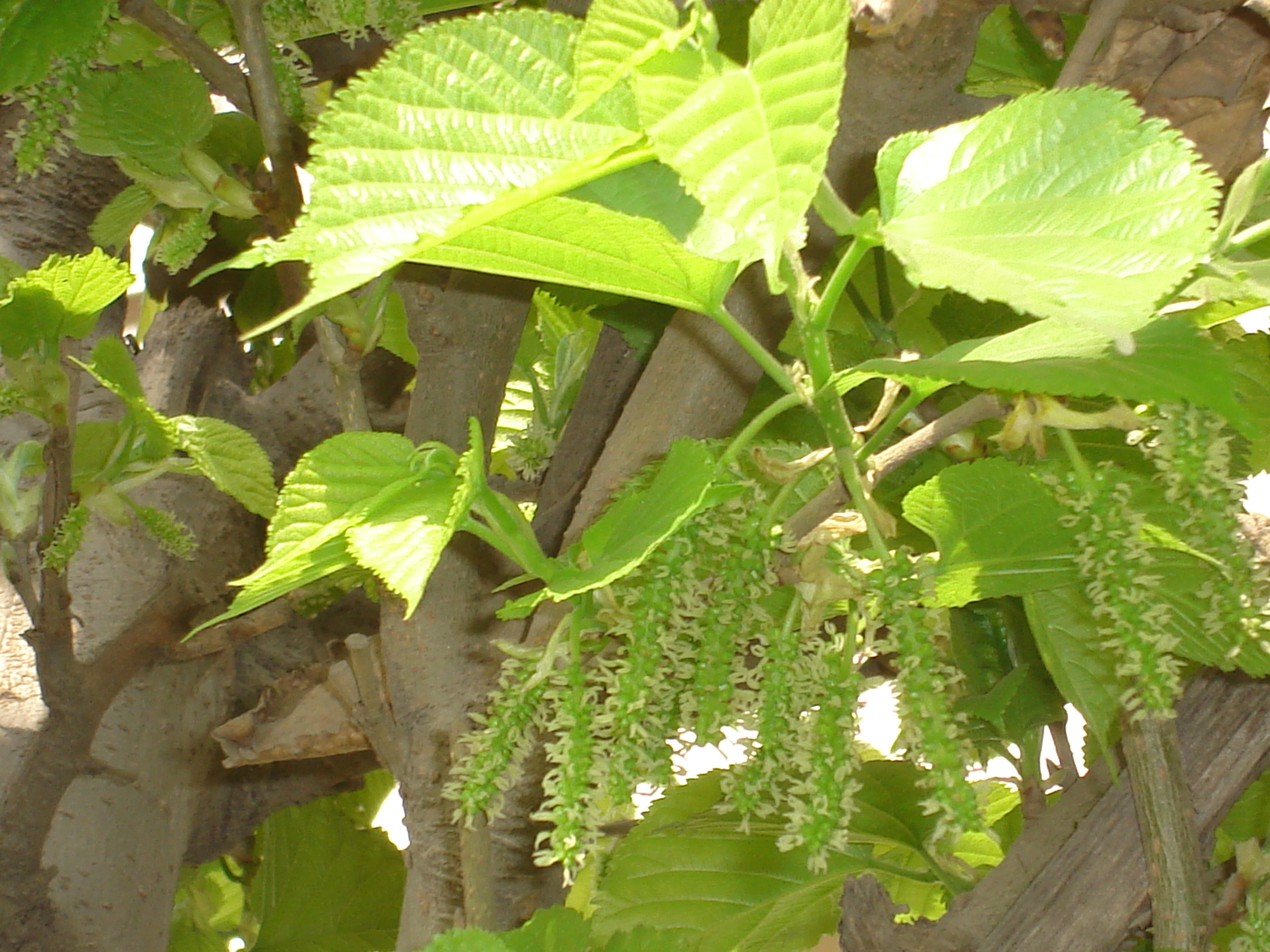
خوشه‌های گل توت
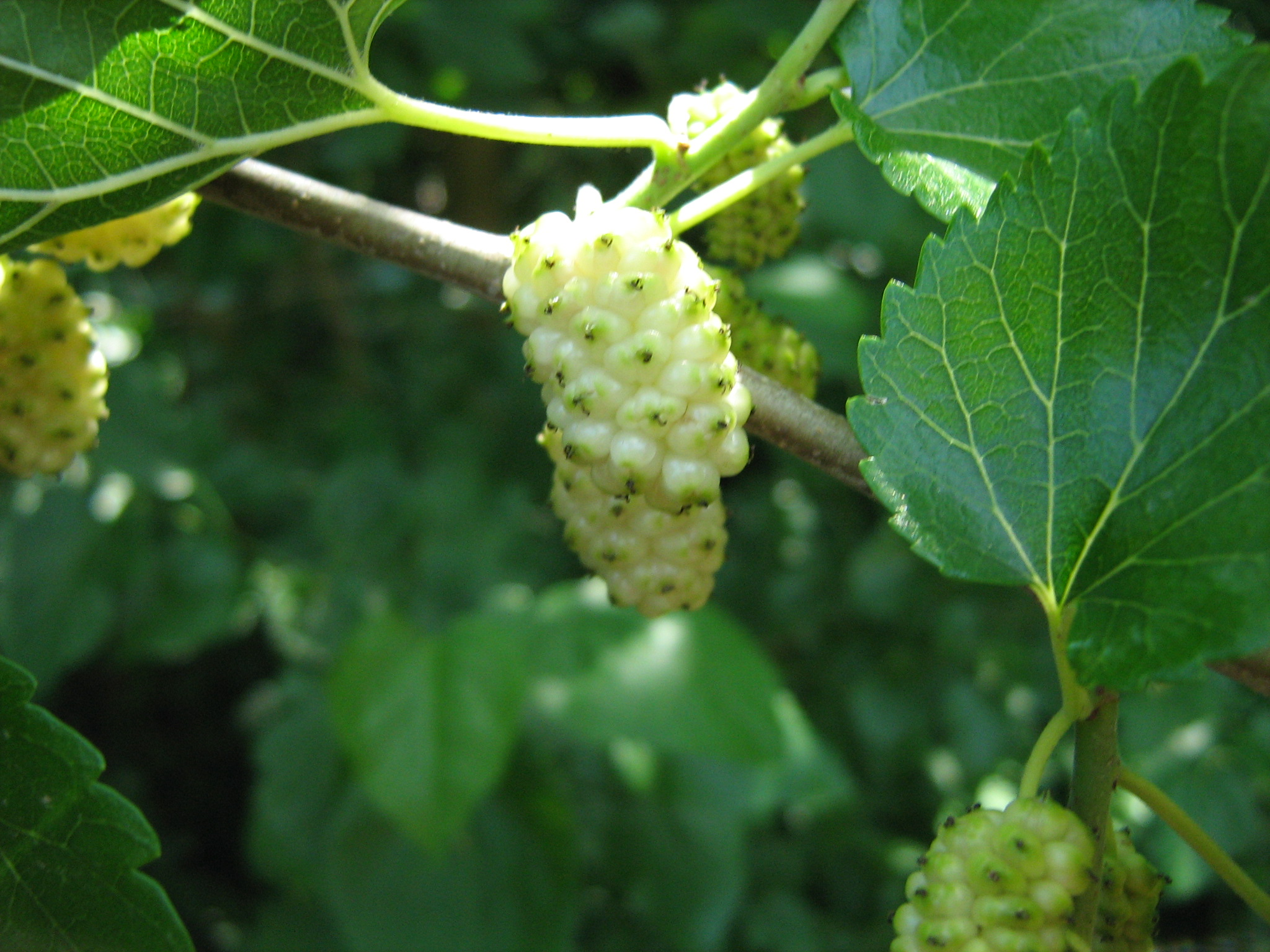
توت‌های نارس سفید
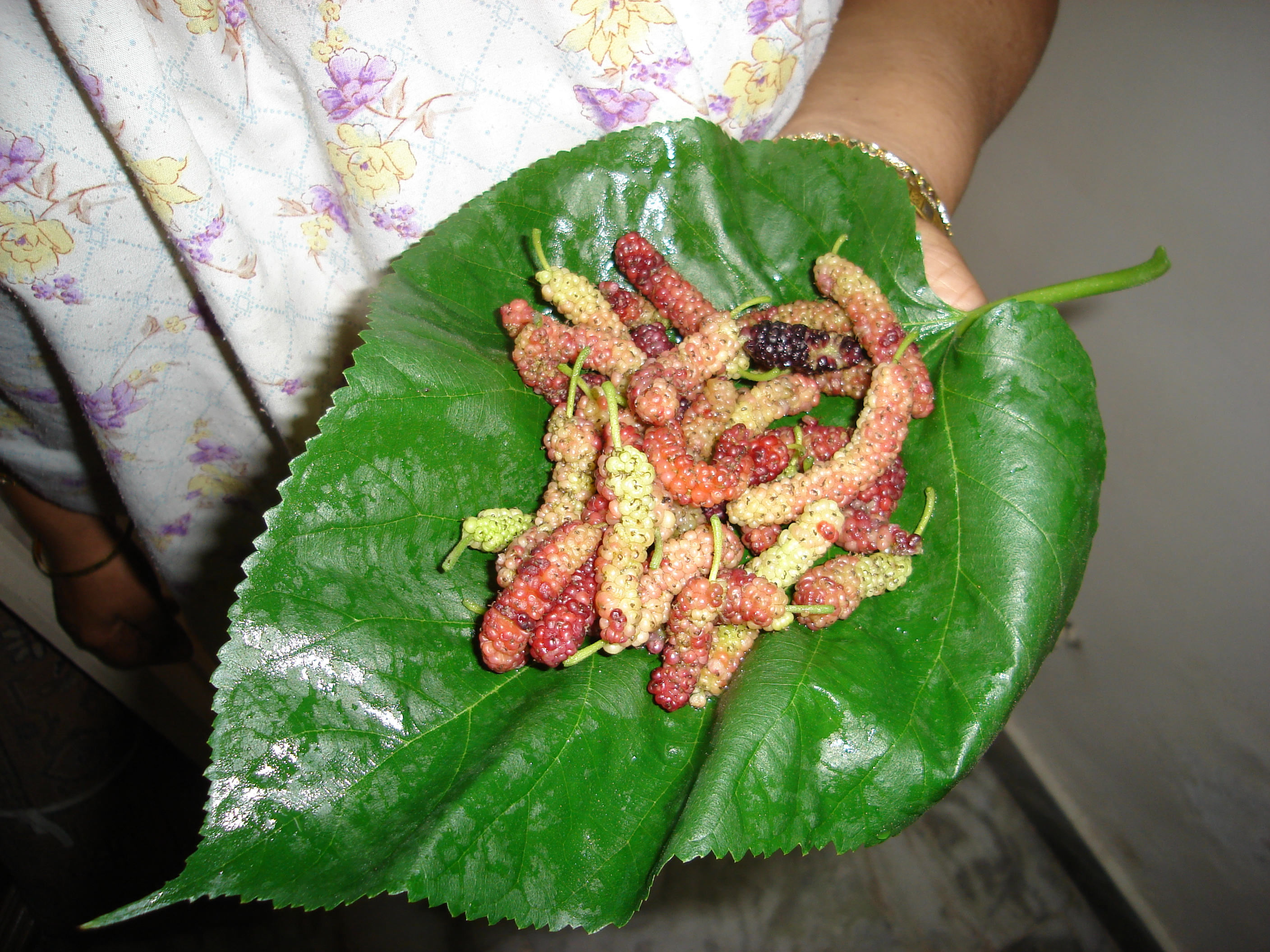
توت‌های نیمه رسیده روی یک برگ توت
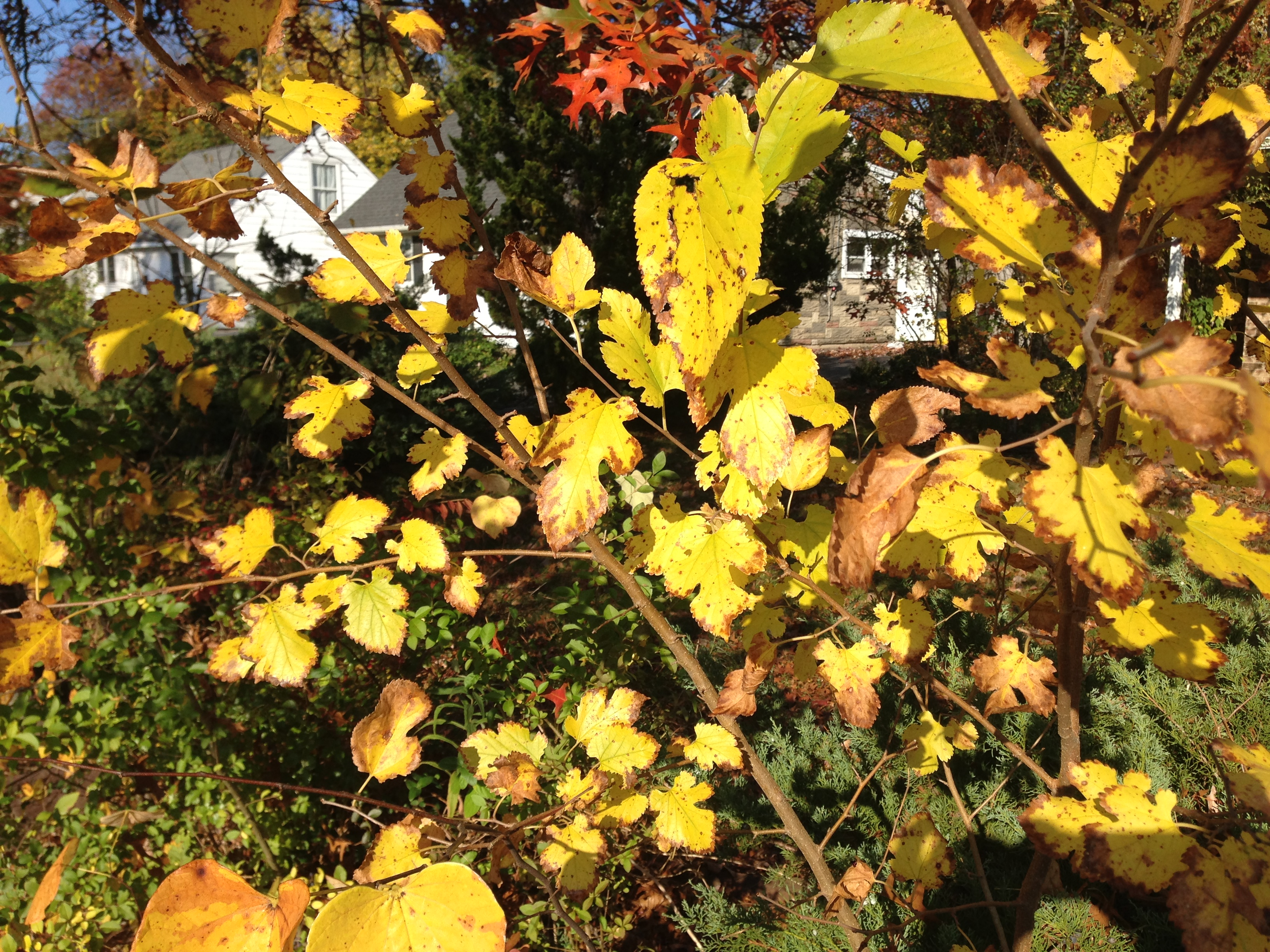
رنگ برگ پاییزی
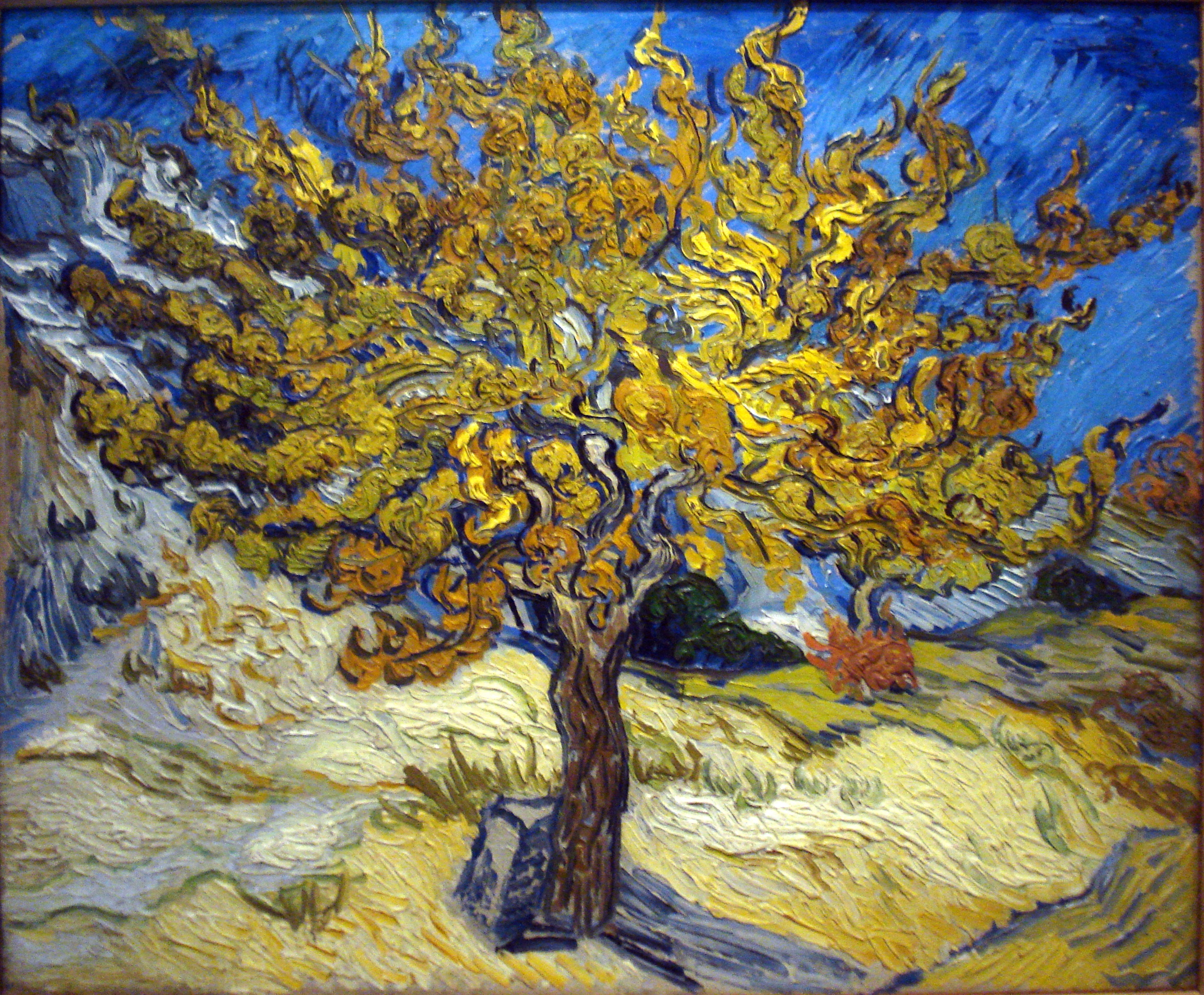
درخت توت اثر  اثر ونسان ون گوگ، ۱۸۸۹